# Hircano Ayuso y O'Horibe
Hircano Ayuso y O'Horibe fue un médico patólogo mexicano nacido en Mérida, Yucatán en 1880 durante el Porfiriato y muerto en la misma ciudad en 1966. Fue gobernador interino de Yucatán por un breve periodo entre 1920 y 1921 durante la convulsa época de la consolidación del obregonismo en México y en el ascenso del socialismo en Yucatán.

## Datos biográficos
Estudió primero para maestro en la Escuela Normal. Al obtener su título empezó a estudiar la carrera de medicina, graduándose como médico cirujano en 1908. Se especializó en anatomía patológica. Ejerció la cátedra correspondiente en la Facultad de Medicina, heredándola de su maestro el doctor Herald Seidelin. En 1910 fundó el servicio antirrábico del estado.
Desarrolló una cierta actividad política afiliándose al Partido Socialista Obrero desde su fundación. También participó destacadamente en el Congreso Pedagógico organizado por Salvador Alvarado y coordinado por el maestro Rodolfo Menéndez de la Peña en 1915. Desempeñó la jefatura del Departamento de Educación Pública durante la administración del gobernador sinaloense.
Fue designado gobernador del estado por un breve periodo, del 27 de noviembre de 1920 al 1 de febrero de 1921, tras el proceso convulso que siguió a la salida de Alvarado de Yucatán y durante la rebelión de Agua Prieta, por la que fue derrocado de la presidencia de México Venustiano Carranza, llevado a la presidencia provisional Adolfo de la Huerta y finalmente al poder público de ese país el grupo sonorense encabezado por Álvaro Obregón. El socialismo yucateco estaba entonces en pleno ascenso al poder público estatal y ya se preparaba la campaña electoral de Felipe Carrillo Puerto.
El doctor Ayuso tuvo diferencias con el grupo de Carrillo Puerto y decidió salir de Yucatán antes de que se cumpliera su mandato. Después de su experiencia política en Yucatán, se trasladó a Tampico, Tamaulipas, donde instaló su consultorio y fundó también el Centro Antirrábico. Más tarde se trasladó a la Ciudad de México, donde ejerció su profesión por más de un cuarto de siglo, regresando a su tierra natal al fin de sus días. Murió en Mérida a los 86 años.